# 鲁杰尔·约瑟普·博斯科维奇
鲁杰尔·约瑟普·博斯科维奇（1711年5月18日—1787年2月13日），又名鲁杰洛·朱塞佩·博斯科维奇（義大利語：Ruggiero Giuseppe Boscovich），是一位拉古薩共和國物理學家、數學家、天文學家、外交官、詩人、神學家、耶穌會祭司。
博斯科维奇出生於杜布羅夫尼克，之後在義大利和法國生活，並出版許多作品。他被维尔纳·海森堡暱稱為克羅埃西亞的萊布尼茲。
博斯科维奇提出原子論的前身，對天文學做出了許多貢獻，包括從旋轉星球的三個表面特徵觀測確定赤道、藉由三次觀測來計算行星軌道。1753年，他發現月球上沒有大氣。